# Loutra Elenis
Loutra Elenis (greacă Λουτρά Ελένης) este o așezare din Grecia în prefectura Corintia.

## Legături externe
- Loutra Elenis la gtp.gr